# Île La Tour
L'île La Tour (ou île [de] Latour) est une île située sur la Seine appartenant à la commune déléguée de Tosny.

## Description
L'île La Tour est classée en zone naturelle d'intérêt écologique, faunistique et floristique (ZNIEFF) . De nos jours, elle est jointe à l'île Bonnet  par un ancien bras mort maintenant asséché.
La partie centrale est recouverte d'une friche eutrophe dominée par l'ortie dioïque et la tanaisie, avec, de place en place, des fourrés de ronce) et d'aubépine à un style. Un bois humide composé du saule blanc, d'aulne glutineux, du frêne commun et du très rare frêne à folioles étroites est installé à la périphérie des deux îles. Les berges sont globalement abruptes avec de petites plages sablo-vaseuses. Elles constituent les secteurs les plus intéressants avec pas moins de cinq espèces floristiques déterminantes, rares à assez rares : le rubanier simple, le rorippe sauvage, la cardamine impatiente, le pigamon jaune et l'aristoloche. Les milieux calmes, souvent à l'opposé du chenal principal, permettent l'installation du nénuphar jaune, assez rare dans la région.

## Historique
L'île est notamment connue pour contenir les vestiges du fort de Boutavant ,.